# Aéroport de Qaanaaq
L'aéroport de Qaanaaq est un aéroport situé à 3,5 km au nord-ouest de Qaanaaq au Groenland. Il dessert Qaanaaq depuis 1991.

## Situation

### Carte des aéroports du Groenland
| \| 50 km1:7 213 000 \| Aasiaat · Paamiut · Nerlerit Inaat Ittoqqortoormiit Nuuk · Narsarsuaq Ilulissat · Upernavik Qaanaaq Kangerlussuaq · Maniitsoq Sisimiut Thulé Kulusuk |
| 50 km1:7 213 000 |

## Présentation

Schéma des destinations desservies depuis l'aéroport de Qaanaaq.

L'aéroport permet de rallier la base aérienne de Thulé (Pituffik) à une centaine de kilomètres au sud de Qaanaaq. Il permet également de se rendre à Upernavik. Ces deux liaisons régulières sont assurées par Air Greenland.